# Des Moines Register
Der Des Moines Register ist eine Tageszeitung mit Sitz in Des Moines, der Hauptstadt und größten Stadt des US-Bundesstaates Iowa. Die Zeitung im Broadsheet-Format ist mit täglich 97.518 (sonntags 201.700) verkauften Exemplaren die auflagenstärkste Zeitung in Iowa (Stand: 2012).
Die Zeitung gehört zum Medienkonzern Gannett.

## Geschichte
The Des Moines Register sieht sich in der Tradition der ersten in Des Moines erschienenen Zeitung, des Iowa Star (1849), dessen Titel ab 1854 Iowa Statesman lautete, ab 1857 Iowa State Journal und ab 1870 Iowa State Leader. Die Zeitung erschien ab 1857 dreimal wöchentlich, ab 1862 täglich. Der Iowa State Leader war der Demokratischen Partei verbunden und stand in Konkurrenz zum Iowa State Register, der 1860 als erste Tageszeitung in Des Moines gegründet worden war und der Republikanischen Partei nahestand.
1902 wurden Iowa State Leader und Iowa State Register zum Iowa Register and Leader fusioniert. 1915 wurde die Zeitung in The Des Moines Register umbenannt.